# Distretto Nordorientale (Singapore)
Il distretto nordorientale (in inglese North East Community Development Council, abbreviato NE CDC) è una delle cinque suddivisioni di Singapore.